# AHWR
Az AHWR (Advanced Heavy Water Reactor) a tórium alapú atomreaktorok egy fajtája. Ezt a reaktortípust Indiában a Bhabha Atomic Research Centre-ben (BARC) fejlesztették ki. Több kísérleti reaktor után 2011 novemberében India bejelentette, hogy hozzáfog az első 300 MW teljesítményű atomerőmű megépítésének.
A tóriumot atomerőművi fűtőanyagként már a Manhattan terv kutatói is javasolták, mivel azonos mennyiségű tóriumból kétszázszor annyi energia nyerhető, mint hasonló mennyiségű uránból, valamint a földkéregben jelentősen több tórium található, mint urán. Abban az időben azonban az urán tűnt a jobb választásnak, hiszen ugyanazokkal az eszközökkel lehet előállítani az urán alapú atomerőművek üzemanyagát, mint az atombombáét, valamint az urán alapú atomreaktorok egyik mellékterméke a plutónium, amely szintén alkalmas atomfegyver készítésére, a tórium azonban erre nem megfelelő.
A hidegháború elmúltával az urán alapú erőművekben érdekelt szervezetek sikeresen gátolták Európában a tórium alapú reaktorok fejlesztését.

## Tervezési célkitűzések
- Az energiabiztonság növelése tórium segítségével
- Passzív biztonsági rendszer használata
- Lakott terület közelében legyen üzemeltethető
- Elektromos oldalon 300MW kimeneti teljesítmény
- 100 év tervezett élettartam[2]

## A tervezett AHWR reaktor jellemzői
- Tervezett teljesítmény: 300 MW
- Hűtőközeg: Könnyűvíz, természetes keringéssel
- Moderátor: Nehézvíz
- Reaktortartály: 
  - Átmérő: 330 cm
  - Magasság: 500 cm
- Szabályozás: A moderátorként használt nehézvíz szintjének szabályozásával.
- Leállítás: A moderátor leeresztésével, illetve 6 darab kadmium rúd segítségével.

A tervek szerint a reaktort U233 segítségével indítanák, azonban az energia 75%-át a tórium hasadása szolgáltatná.
A kiégett fűtőelemet feldolgoznák a használható hasadóanyagok kinyerése érdekében.

## Főbb paraméterek
| Adat                                                     | AHWR-300 |
| -------------------------------------------------------- | --- |
| Termikus teljesítmény, MWth                              | 920 |
| Elektromos teljesítmény, MWe                             | 304 |
| Hatásfok, net %                                          | 33.1 |
| Hűtőközeg hőmérséklete, °C:                              | |
| belépési hőmérséklet                                     | 259.5 |
| kilépési hőmérséklet                                     | 285 |
| Primer hűtőközeg                                         | Könnyűvíz |
| Szekunder hűtőközeg                                      | Könnyűvíz |
| Moderátor                                                | Nehézvíz |
| Reaktor üzemi nyomása,MPa(a)                             | 7 |
| Aktív zóna magassága, m                                  | 3.5 |
| Equivalent core diameter, mm                             | - |
| Average fuel power density, MW/m3                        | - |
| Aktív zóna teljesítménysűrűség, MW/m3                    | 10.1 |
| Üzemanyag                                                | (Th, 233U)MOX and (Th, 239Pu)MOX                                                                               |
| Cladding tube material                                   | Zircaloy-4 |
| Fuel assemblies                                          | 452 |
| Number of pins in assembly                               | 54 |
| Enrichment of reload fuel, wt %                          | Ring 1: (Th, 233U)MOX/3.0 Ring 2: (Th, 233U)MOX/3.75 Ring 3: (Th, 239Pu)MOX/ 4.0 (Lower half) 2.5 (Upper half) |
| Fuel cycle length, Effective Full Power Days (EFPD)      | 250 |
| Average discharge fuel burnup, MW · day / kg             | 38 |
| Core averaged reactivity coefficients in operating range | |
| Fuel temperature, Δk/k/°C                                | -2.1 x 10−5 |
| Channel temperature , Δk/k/°C                            | +2.5x 10−5 |
| Void coefficient, Δk/k / % void                          | -5.0 x 10−5 |
| Coolant temperature , Δk/k/°C                            | +4.9 x 10−5 |
| Control rods                                             | Boron Carbide in SS                                                                                            |
| Neutron absorber                                         | Gadolinium nitrate solution                                                                                    |
| Residual heat removal system                             | Active : Condenser Passive : Isolation Condenser in Gravity Driven Water Pool                                  |
| Safety injection system                                  | Passive : Emergency Core Cooling System                                                                        |